# Г'юго (Оклахома)
Г'юго (англ. Hugo) — місто (англ. city) в США, в окрузі Чокто штату Оклахома. Населення — 5166 осіб (2020).

## Географія
Г'юго розташоване за координатами 34°0′43″ пн. ш. 95°30′39″ зх. д. / 34.01194° пн. ш. 95.51083° зх. д. (34.012053, -95.510794).  За даними Бюро перепису населення США в 2010 році місто мало площу 16,64 км², з яких 16,58 км² — суходіл та 0,06 км² — водойми.

### Клімат
| Клімат : Г'юго          | Клімат : Г'юго | Клімат : Г'юго | Клімат : Г'юго | Клімат : Г'юго | Клімат : Г'юго | Клімат : Г'юго | Клімат : Г'юго | Клімат : Г'юго | Клімат : Г'юго | Клімат : Г'юго | Клімат : Г'юго | Клімат : Г'юго | Клімат : Г'юго |
| Показник                | Січ.           | Лют.           | Бер.           | Квіт.          | Трав.          | Черв.          | Лип.           | Серп.          | Вер.           | Жовт.          | Лист.          | Груд.          | Рік            |
| Абсолютний максимум, °C | 27,2           | 30,0           | 33,3           | 34,4           | 36,7           | 40,6           | 43,3           | 43,3           | 42,2           | 37,8           | 31,1           | 28,9           | 43,3           |
| Середній максимум, °C   | 11,7           | 14,6           | 19,8           | 24,4           | 27,9           | 31,8           | 34,5           | 34,7           | 30,8           | 25,4           | 18,8           | 13,2           | 23,9           |
| Середній мінімум, °C    | −0,8           | 1,6            | 6,3            | 11,2           | 15,4           | 19,5           | 21,3           | 20,7           | 17,2           | 11,0           | 5,9            | 0,9            | 10,8           |
| Абсолютний мінімум, °C  | −17,8          | −21,1          | −13,9          | −3,3           | 2,2            | 10,0           | 12,2           | 11,7           | 3,3            | −5,6           | −10,6          | −20            | −21,1          |
| Норма опадів, мм        | 56             | 84             | 107            | 107            | 152            | 122            | 71             | 69             | 114            | 107            | 102            | 84             | 1171           |
| Днів з дощем            | 6              | 6              | 8              | 8              | 8              | 7              | 5              | 5              | 6              | 6              | 6              | 7              | 83             |
| ----------------------- | -------------- | -------------- | -------------- | -------------- | -------------- | -------------- | -------------- | -------------- | -------------- | -------------- | -------------- | -------------- | -------------- |
| Джерело: weather.com    |                |                |                |                |                |                |                |                |                |                |                |                |                |

## Демографія
Згідно з переписом 2010 року, у місті мешкало 5310 осіб у 2217 домогосподарствах у складі 1305 родин. Густота населення становила 319 осіб/км².  Було 2665 помешкань (160/км²).
Расовий склад населення:
| - 55,0 % — білих - 21,8 % — чорних або афроамериканців - 13,9 % — корінних американців - 0,4 % — азіатів |

До двох чи більше рас належало 7,9 %. Частка іспаномовних становила 3,5 % від усіх жителів.
За віковим діапазоном населення розподілялося таким чином: 26,8 % — особи молодші 18 років, 55,9 % — особи у віці 18—64 років, 17,3 % — особи у віці 65 років та старші. Медіана віку мешканця становила 37,3 року. На 100 осіб жіночої статі у місті припадало 85,0 чоловіків;  на 100 жінок у віці від 18 років та старших — 80,4 чоловіків також старших 18 років.
Середній дохід на одне домашнє господарство  становив 35 895 доларів США (медіана — 22 094), а середній дохід на одну сім'ю — 47 688 доларів (медіана — 31 521). Медіана доходів становила 35 125 доларів для чоловіків та 23 438 доларів для жінок. За межею бідності перебувало 41,1 % осіб, у тому числі 54,4 % дітей у віці до 18 років та 17,1 % осіб у віці 65 років та старших.
Цивільне працевлаштоване населення становило 1474 особи. Основні галузі зайнятості: освіта, охорона здоров'я та соціальна допомога — 28,8 %, мистецтво, розваги та відпочинок — 13,0 %, роздрібна торгівля — 11,3 %.